# T'as de beaux yeux, chéri
Pour plus de détails, voir Fiche technique et Distribution.
T'as de beaux yeux, chéri (Schau mir in die Augen, Kleiner) est un film documentaire allemand réalisé par André Schäfer, sorti en 2007. Il a été diffusé sur Arte en février 2007.

## Synopsis
Plus de 30 ans d'homosexualité au cinéma. André Schäfer a parcouru l'Europe, l'Asie et les Amériques pour aller à la rencontre des réalisateurs et d'acteurs qui ont fait sortir du placard l'homosexualité. Y sont notamment interviewés Gus Van Sant (My Own Private Idaho), Stephen Frears (My Beautiful Laundrette), le réalisateur allemand de Coming Out (1989), les réalisateurs français Jacques Martineau et Olivier Ducastel (Crustacés et Coquillages) et Patrice Chéreau, les acteurs Jean-Marc Barr, Ingrid Caven ou Tilda Swinton, la réalisatrice allemande Angelina Maccarone (Fremde Haut/Unveiled) ou le réalisateur indien Onir (My Brother… Nikhil).
Également :
- Udo Kier,
- Wieland Speck,
- Q. Allan Brocka
- Craig Chester
- Alonso Duralde
- Rob Epstein
- Rainer Werner Fassbinder (archives)
- Alison Folland
- Matthias Freihof
- Jeffrey Friedman
- Constantinos Giannaris
- Marc Huestis
- Jeroen Krabbé
- Maren Kroymann
- Joseph Lovett
- Stewart Main
- Jennifer Morris
- Alex Sichel
- Sylvia Sichel
- Guinevere Turner
- Rosa von Praunheim
- Gordon Warnecke
- John Waters

## Fiche technique
- Titre : T'as de beaux yeux, chéri
- Titre original : Schau mir in die Augen, Kleiner
- Réalisation : André Schäfer
- Scénario : André Schäfer
- Musique : Ritchie Staringer
- Photographie : Bernd Meiners
- Montage : Martin Schomers
- Production : Sebastian Lemke, André Schäfer, Marianne Schäfer et Ingmar Trost
- Société de production : Florianfilm, Arte, AVRO, SundanceTV, Sveriges Television, Yle Teema et Special Broadcasting Service
- Pays :  Allemagne,  Pays-Bas,  Finlande et  Australie
- Genre : Documentaire
- Durée : 90 minutes
- Dates de sortie : 
  -  France,  Allemagne : 16 février 2007